# Der Raketenmann – Wernher von Braun und der Traum vom Mond
Der Raketenmann – Wernher von Braun und der Traum vom Mond ist ein deutscher Dokumentarfilm aus dem Jahre 2009, der das Leben des deutschen Raketenforschers Wernher von Braun behandelt. Das ZDF sendete den Film am 14. Juli 2009 zum ersten Mal.
Die Dokumentation zeigt die Karriere des Raumfahrtpioniers Wernher von Braun, der als treibende Kraft beim Bau der Mondrakete "Saturn V" zum Vater des Mondflugs in den USA wurde.

## Handlung
Untermalt mit zahlreichen Bildkommentaren von Zeitzeugen, die fortlaufend in die Dokumentation eingebunden sind, wird der Weg Wernher von Brauns dargestellt. Diese Aussagen belegen, dass die Begeisterung für den Mond schon in frühester Jugend von Brauns begann und er als Jugendlicher mit selbstgebauten Schwarzpulverraketen experimentierte. Selbst als er von seinem Vater auf ein Internat geschickt wurde, skizziert er seine ersten Mondraketen. Später suchte er Kontakt zu Gleichgesinnten und fand den „Verein für Raumschifffahrt“ in Berlin-Reinickendorf. Dort entwickelten die Mitglieder den ersten deutschen Raketenmotor auf deutschem Boden. Zu diesem Zeitpunkt wurde die Reichswehr auf die Gruppe aufmerksam und lud sie 1932 auf das Versuchsgelände der Reichswehr ein. Von Braun witterte seine Chance, mit Unterstützung des Heerwaffenamtes seine Träume von flugfähigen Raketen zu verwirklichen und begab sich in die Obhut der Armee. Er bekam die Mittel bereitgestellt, die er benötigte und durfte als Zivilangestellter auf dem Testgelände weiter experimentieren. Besessen arbeitete er an einen neuen Raketenmotor mit einem Düsenantrieb und an seiner Doktorarbeit, die 1934 vom Heer zur Geheimsache erklärt wurde. Dabei kümmerte sich von Braun wenig um die politischen Veränderungen im Land. Ihm wurden sowohl vom Heerwaffenamt als auch von der Luftwaffe Millionenbeträge für seine Forschungen bereitgestellt; ab 1937 leitete er die Heeresversuchsanstalt Peenemünde. Hier gelang ihm die Entwicklung der Aggregat 4, von der nationalsozialistischen Propaganda V2 genannt. Um die finanzielle Unterstützung seiner Arbeit auch nach Kriegsausbruch zu sichern willigte er ein, in die SS einzutreten. Als Hitlers Krieg zu scheitern drohte, wurde von Brauns Raketenprojekt forciert und mit unzähligen Zwangsarbeitern und KZ-Häftlingen als zusätzliche Arbeitskräfte unterstützt. Die „A4“ sollte zum Kriegsende als „Wunderwaffe“ den Sieg herbeiführen. Doch die britische Luftwaffe verhinderte dies, indem sie einen massiven Bombenangriff auf Peenemünde startete. Unter Lebensgefahr gelang es von Braun, die Unterlagen seiner Forschungen zu retten und anschließend in Nordhausen unterirdisch eine neue Fabrik zu errichten. Auch hier wurden KZ-Häftlinge eingesetzt, die zunächst das Höhlensystem mit einfachsten Mitteln ausbauen und auch dort wohnen mussten. Schätzungsweise kamen dabei 3000 Häftlinge um, was von Braun billigend in Kauf nahm, auch wenn er später leugnete davon gewusst zu haben. Die Zeitzeugen beweisen, dass er die Häftlinge selber angefordert hatte. Von Brauns Rakete war nicht treffsicher und konnte nur als Terror- und Vergeltungswaffe eingesetzt werden. Ziele in Paris und London forderten im September 1944 viele zivile Opfer.
Bei Kriegsende 1945 waren spezielle Einheiten der Siegermächte unterwegs, um deutsches Know-how für sich zu sichern. Von Braun hatte sich bereits im Vorfeld darüber Gedanken gemacht, wem er sein Wissen anvertrauen würde, wenn der Krieg verloren gehen sollte. Dabei war ihm klar, dass nur die USA genug Mittel haben dürften, seine Raketenforschung weiterzuführen. Geschickt verhandelte er mit den Amerikanern und ging, zusammen mit 150 seiner Mitarbeiter aus Peenemünde, in die USA. Mit erst 33 Jahren setzte er hier fast nahtlos seine weitere Karriere fort. Die US-Armee war so an der Fortentwicklung der Waffe interessiert, dass man die SS-Vergangenheit von Brauns und vieler seiner Mitarbeiter in den Akten verschwieg. Die Bestrebungen, eine Mondrakete zu bauen, wurde von den Amerikanern jedoch zurückgestellt und es zeigte sich, dass auch sie zunächst nur eine militärische Nutzung im Sinn hatten. Von Braun baute daher zunächst Atomraketen für die USA. Trotzdem wurde unter von Brauns Mitarbeit der Gedanke an eine Raumstation am Ende Wirklichkeit, da man von dort aus auch im Kriegsfall sehr zielgenau würde agieren können. So konnte er seinen Traum von einer Mondlandung weiter träumen und auch daran arbeiten. Als die USA feststellten, dass die Sowjetunion ihnen bei der Eroberung des Weltraums zuvorkam und ihren Sputnik in die Umlaufbahn schickten, erlangte Wernher von Braun und sein Forschungsstand neue Beachtung. In achtzig Tagen brachte Amerika unter seiner Leitung den Explorer 10 ins Weltall. Das brachte dem Wissenschaftler landesweite Beachtung und die NASA wurde als zivile Organisation gegründet. Endlich von rein kriegerischer Nutzung befreit, konnte sich Wernher von Braun nun seinem alten Ziel, der Eroberung des Mondes und einer möglichen Landung, widmen. Medial genoss er große Aufmerksamkeit; 1960 reiste er nach Deutschland zur Premiere des Films I Aim at the Stars. 1961 triumphierte wiederum Moskau, als sie mit Gagarin den ersten Menschen ins Weltall schickten. Prompt reagierte die USA und forcierte ihr Raumfahrtprogramm unter von Brauns Leitung. Doch ließ die Kubakrise, bei der die Sowjetunion Langstreckenraketen auf der Insel stationierte, die Entwicklung stagnieren. Alle Streitkräfte wurden in die zweithöchste Alarmstufe versetzt und die USA stand am Rande eines Nuklearkrieges. Das Attentat auf John F. Kennedy brachte am Ende eine Forcierung des Mondprogramms. In sechs Jahren gelang es Wernher von Braun die Saturn V zu entwickeln und ins All zu bringen. Sein Jahrzehnte alter Traum wurde Wirklichkeit. Menschen betraten am 21. Juli 1969 den Mond. Ein Quantensprung der Menschheit, den Wernher von Braun möglich gemacht hat; er träumte nun von einem Flug zum Mars. Doch der Vietnamkrieg und soziale Unruhen forderten alle Aufmerksamkeit des Landes. Nach dem gewonnenen Wettlauf gegen die Russen wähnte Amerika sein Ziel erreicht und das Raumfahrtprogramm und Wernher von Braun gerieten in den Hintergrund. Daraufhin verließ er 1972 die NASA und wechselte resigniert in die Industrie. Wenige Jahre später erkrankte er an Krebs und starb am 16. Juni 1977.

## Hintergrund
Interviews mit folgenden Zeitzeugen:
| Name                 | Stellung zu Wernher von Braun  |
| -------------------- | ------------------------------ |
| Albert van Dijk      | Häftling im KZ Mittelbau-Dora  |
| Dorette Schlidt      | Sekretärin von Brauns          |
| Edwin "Buzz" Aldrin  | Astronaut Apollo 11            |
| Ernst Stuhlinger †   | Mitarbeiter und Freund Brauns  |
| Michael J. Neufeld   | von Braun-Biograf              |
| Hedwig Oeste †       | Schulfreundin                  |
| Gerhard Reisig †     | Raketeningenieur               |
| Christoph von Braun  | Neffe                          |
| Walter Jacobi †      | Mitarbeiter                    |
| Rainer Fröbe         | Historiker                     |
| Kurt Bornträger †    | Offizier in Peenemünde         |
| Konrad Dannenberg †  | Mitarbeiter                    |
| Steven Dick          | NASA-Chefhistoriker            |
| Viktor Bitek         | US-Militärgeheimdienst         |
| Brooks Moore         | US-Raketeningenieur            |
| Frederick Ordway     | Braun-Biograf                  |
| Frank Williams       | Marshall Space Flight Center   |
| J. Lee Thompson †    | Regisseur „I Aim at the Stars“ |
| Robert McNamara †    | Außenminister der USA 1961     |
| David L. Christensen | US-Raketeningenieur            |
| Ed Buckbee           | NASA-Pressesprecher            |

Die Dreharbeiten erfolgten in Deutschland, Polen und der USA.
Die Rekonstruktion der Licht und Schattenseiten der wechselvollen Karriere des Wernher von Braun konnten durch bislang unbekannte Briefe des Raketenmannes vervollständigt werden.

## Kritik
Tilmann P. Gangloff von Kino.de schreibt, dieser Film ist: „die übliche Mischung aus zeitgenössischem Dokumentarmaterial und rührigen Rekonstruktionen […] in denen sich die beiden Hauptdarsteller […] vor allem durch die Vernichtung vieler Zigaretten hervortun. […] Aber die Kombination dieser beiden Ebenen [des genialen und charismatische Visionärs und andererseits des naiven oder skrupellosen Karrieristen] ist durchaus eindrucksvoll. Das gilt erst recht für die im Computer entstandenen Bilder, die es erlauben, ins Innere der Raketen zu blicken und so die Konstruktion offenbaren. Und dann gibt es noch Spielereien, die der Wahrheitsfindung zwar nicht dienen, aber Spaß machen.“
Bei Spiegel Online schreibt Christian Buß zu dieser Dokumentation: „Träumer und Karrierist, Weltraumschwärmer und Todeskonstrukteur: Stefan Brauburger und Dirk Kämper leuchten in ihrem Dokudrama ‚Der Raketenmann‘ alle Facetten des Forschers aus, der seine Visionen unter Hitler ebenso zu verwirklichen verstand wie später unter Kennedy.“ Der Film beleuchtet dabei die Zwielichtigkeit des Wernher von Braun. „Gerade in diesem Punkt demontieren die Filmemacher das Bild Brauns als Wissenschaftler, der über all seinem Basteln den Blick für die Wirklichkeit seiner Zeit verloren hätte. Dafür berufen sie sich auf jüngste Forschungen, die belegen, dass er sehr bewusst wirtschaftliche Komponenten von Hitlers Massenvernichtungsmaschinerie in seine eigene Planung einfließen ließ. […] Fortschrittswille und Vernichtungskraft, sie fanden in der Person des Wernher von Braun eine sonderbare Verbindung. Folgerichtig durchzieht das Fernsehporträt ‚Der Raketenmann‘ bis in die schönsten und sehnsüchtigsten Impressionen des Braun-Reiseziels Mond hinein die Erkenntnis: Unschuld sieht anders aus.“
- siehe auch: Wernher von Braun – Ich greife nach den Sternen